# Collada de Nariolo
La Collada de Nariolo o Collada de Mariolo, és un coll a 2.632,8 msnm situat al nord-oest del terme de la Torre de Cabdella, en el seu terme primigeni, al Pallars Jussà.
El seu nom (Mariolo) "deu derivar de meridiolus, amorriador. El nom Neriolo que apareix en alguns mapes és incorrecte".
Està situat a la carena que separa les dues grans zones lacustres del nord del terme de la Torre de Cabdella: la que està regulada per l'Estany Gento, a llevant, i la dels entorns del Pic Salado, a ponent. Aquesta carena és un contrafort sud-oriental del Pic de Nariolo, que queda al nord-oest de la collada, amb el Pic Fosser, que queda al sud-est.